# Aeropuerto Internacional de Thunder Bay
El Aeropuerto Internacional de Thunder Bay (del inglés: Thunder Bay International Airport) (IATA: YQT, OACI: CYQT) es un aeropuerto en la ciudad canadiense de Thunder Bay, Ontario, Canadá. Con 95.919 movimientos aéreos en el 2007, este es el sexto aeropuerto más ocupado de Ontario. En el 2006, este aeropuerto llegó a servir a 100.154 movimientos aéreos y fue el decimoquinto aeropuerto más ocupado de Canadá. En el 2007 disminuyó 4,4% y sirvió a 95.919 haciéndolo el vigésimo primer aeropuerto más ocupado de Canadá.
Este aeropuerto es considerado por Nav Canadá como un puerto de entrada y es servido por la Canada Border Services Agency. Los oficiales de la CBSA pueden atender aviones de hasta 40 pasajeros.

## Aerolíneas y destinos

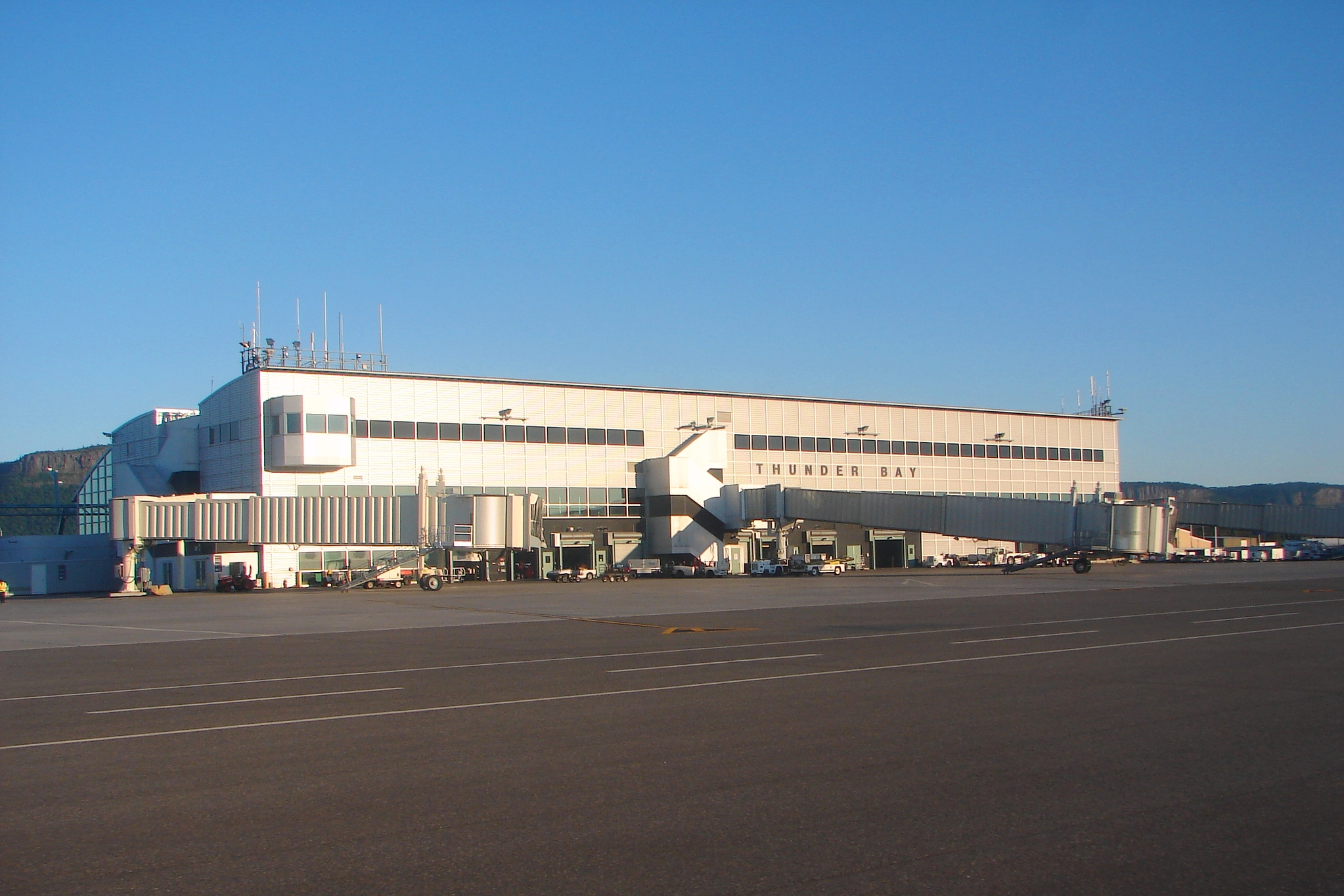
Lado aire del aeropuerto.

### Pasajeros
| Aerolíneas         | Destinos |
| ------------------ | --- |
| Air Canada         | Toronto–Pearson                                                                                             |
| Air Canada Express | Toronto–Pearson                                                                                             |
| Air Canada Rouge   | Estacional: Toronto–Pearson                                                                                 |
| Bearskin Airlines  | Sault Ste. Marie, Sioux Lookout, Sudbury                                                                    |
| Flair Airlines     | Estacional: Toronto–Pearson                                                                                 |
| North Star Air     | Fort Hope/Eabametoong, Muskrat Dam, Neskantaga, Ogoki Post, Sachigo Lake, Sioux Lookout, Weagamow, Webequie |
| Porter Airlines    | Ottawa, Toronto–Billy Bishop, Toronto–Pearson                                                               |
| Superior Airways   | Chárter: Red Lake                                                                                           |
| Wasaya Airways     | Sioux Lookout                                                                                               |
| WestJet            | Estacional: Calgary, Punta Cana (inicia el 16 de diciembre de 2025)                                         |
| WestJet Encore     | Winnipeg |

### Carga
| Aerolíneas       | Destinos |
| ---------------- | -------- |
| Cargojet Airways | Winnipeg |
| FedEx Feeder     | Winnipeg |

Los vuelos chárter bajo demanda incluyen  Air Bravo y Thunder Airlines.

### Destinos nacionales
Se brinda servicio a 16 ciudades dentro del país a cargo de 11 aerolíneas.
| Destinos nacionales del Aeropuerto de Thunder Bay. YQT YYC YFH MSA YLH YOG YOW YRL ZPB YAM YXL YSB YYZ YTZ ZRJ YWP YWG | Destinos nacionales del Aeropuerto de Thunder Bay. YQT YYC YFH MSA YLH YOG YOW YRL ZPB YAM YXL YSB YYZ YTZ ZRJ YWP YWG | Destinos nacionales del Aeropuerto de Thunder Bay. YQT YYC YFH MSA YLH YOG YOW YRL ZPB YAM YXL YSB YYZ YTZ ZRJ YWP YWG | Destinos nacionales del Aeropuerto de Thunder Bay. YQT YYC YFH MSA YLH YOG YOW YRL ZPB YAM YXL YSB YYZ YTZ ZRJ YWP YWG | Destinos nacionales del Aeropuerto de Thunder Bay. YQT YYC YFH MSA YLH YOG YOW YRL ZPB YAM YXL YSB YYZ YTZ ZRJ YWP YWG | Destinos nacionales del Aeropuerto de Thunder Bay. YQT YYC YFH MSA YLH YOG YOW YRL ZPB YAM YXL YSB YYZ YTZ ZRJ YWP YWG | Destinos nacionales del Aeropuerto de Thunder Bay. YQT YYC YFH MSA YLH YOG YOW YRL ZPB YAM YXL YSB YYZ YTZ ZRJ YWP YWG | Destinos nacionales del Aeropuerto de Thunder Bay. YQT YYC YFH MSA YLH YOG YOW YRL ZPB YAM YXL YSB YYZ YTZ ZRJ YWP YWG | Destinos nacionales del Aeropuerto de Thunder Bay. YQT YYC YFH MSA YLH YOG YOW YRL ZPB YAM YXL YSB YYZ YTZ ZRJ YWP YWG |
| Destinos | North Star Air | Porter Airlines | Bearskin Airlines | WestJet | Air Canada | Otra | # | |
| --- | --- | --- | --- | --- | --- | --- | --- | --- |
| Calgary (YYC) | | | | • | | | 1 | |
| Fort Hope (YFH) | • | | | | | | 1 | |
| Muskrat Dam (MSA) | • | | | | | | 1 | |
| Neskantaga (YLH) | • | | | | | | 1 | |
| Ogoki Post (YOG) | • | | | | | | 1 | |
| Ottawa (YOW) | | • | | | | | 1 | |
| Red Lake (YRL) | | | | | | Superior Airways | 1 | |
| Sachigo Lake (ZPB) | • | | | | | | 1 | |
| Sault Ste. Marie (YAM)                                                                                                 | | | • | | | | 1 | |
| Sioux Lookout (YXL) | • | | • | | | Wasaya Airways | 3 | |
| Sudbury (YSB) | | | • | | | | 1 | |
| Toronto (YYZ) | | • | | | • | Flair Airlines | 3 | |
| Toronto (YTZ) | | • | | | | | 1 | |
| Weagamow (ZRJ) | • | | | | | | 1 | |
| Webequie (YWP) | • | | | | | | 1 | |
| Winnipeg (YWG) | | | | • | | | 1 | |
| Total | 8 | 3 | 3 | 2 | 1 | 3 | 16 | |

### Destinos internacionales
Se ofrece servicio a 1 destino internacional (estacional), a cargo de 1 aerolínea.
| Ciudades por países                                        | Nombre del aeropuerto                  | Aerolíneas                                               |           |           |           |
| El Caribe                                                  | El Caribe                              | El Caribe                                                | El Caribe | El Caribe | El Caribe |
| ---------------------------------------------------------- | -------------------------------------- | -------------------------------------------------------- | --------- | --------- | --------- |
| República Dominicana (1 destino [estacional], 1 aerolínea) |                                        |                                                          |           |           |           |
| Punta Cana                                                 | Aeropuerto Internacional de Punta Cana | WestJet (Estacional) (inicia el 16 de diciembre de 2025) |           |           |           |
| Total: 1 destino (estacional), 1 país, 1 aerolínea         |                                        |                                                          |           |           |           |